# 勒夫冰原島峰
71°6′S 71°28′E / 71.100°S 71.467°E
勒夫冰原島峰（英語：Luff Nunatak）是南極洲的冰原島峰，位於麥克羅伯特森地，長6公里，處於福斯特冰原島峰以西，屬於曼寧冰原島峰的一部分，現時由南極條約體系管理。